# Кац Зельман Мендельович
Зельман Мендельовіч Кац (* 28 грудня 1911 Тупичів Городнянського району, Чернігівської області — 22 вересня 2007 Нетанія, Ізраїль) — російськомовний радянський поет українського походження. Псевдонім — А. Костров.

## Життєпис
Народився у с.Тупичів Городнянського району Чернігівської області в сім'ї робітника. Закінчив у Кременчузі семирічну школу та Кременчуцьку професійно-технічну (1928). У 1929 р. в міській газеті надрукував перші вірші.
У 1930 році переїхав до Харкова, працював слюсарем на заводі «Серп і молот», відвідував літературну студію в Будинку українських літераторів ім. В. М. Еллана-Блакитного.
З 1933 г. — на журналістській роботі.
Член Спілки письменників СРСР з 1936 року.
У 1938—1941 рр. навчався у Літературному інститут ім. А. М. Горького (москва), закінчити який перешкодила війна.
У 1941—1945 рр., був військовим кореспондентом у газеті «Сталинское знамя» (укр. — «Сталінський прапор»). Друкував репортажі, нариси та вірші в дивізійній, армійській і фронтовій пресі, в центральних газетах і журналах (багато в співавторстві с Матвієм Талалаєвським).
У 1942 р. в Сталінграді став членом КПРС.
Нагороджений орденами і медалями.
За спогадами музиканта та літератора Генриха Шмеркіна, у 1950-ті роки Кац певний час керував літературною студією Харківського обласного палацу піонерів.
У 1994 р. емігрував до Ізраїлю.

## Творчість
Перша книга — антифашистська поема «Утро Германии» 1933 році.
Книги віршів і поем
- «Мимо осени» (1936)
- «Подростки» (1937)
- «В наши годы» (1958)
- «Перекресток» (1961)
- «День забот» (1963)
- «Весеннее равноденствие» (1965)
- «Стримнина» (1966)
- «Голоса» (1968)
- «Добрый март» (1971)
- «Мимо осени» (1972)
- «Листва» (1975)
- «Долгий перевал» (1978)
- «Времена» (1979)
- «Круг друзей» (1981)
- «Стихи» (1986)
- «Солнечная сторона» (1989)
- «Нетающая тень войны» (2005)

Книги для дітей
- «Пылинка» (1938)
- «Где я учился» (1986)

Збірка нарисів
- «Призвание» (1956)

Зельман Кац видав кілька збірок віршів та нарисів у співавторстві з М. Талалаєвським:
- «Разведка боем» (1941)
- «Приказ вождя» (1942)
- «Сталинградские стихи» (1943)
- «Легенда» (1946)
- «Солдат и знамя» (1947)

Деякі вірші Зельмана Каца покладені на музику. Найвідомішою є пісня «Над синім Доном» (Слова З. Каца і М. Талалаєвського, музика Модеста Табачникова).
Написав п'єсу «Із-за гори кам'яної» (поставлена 1946 р. у Полтаві).